# Stegräknare

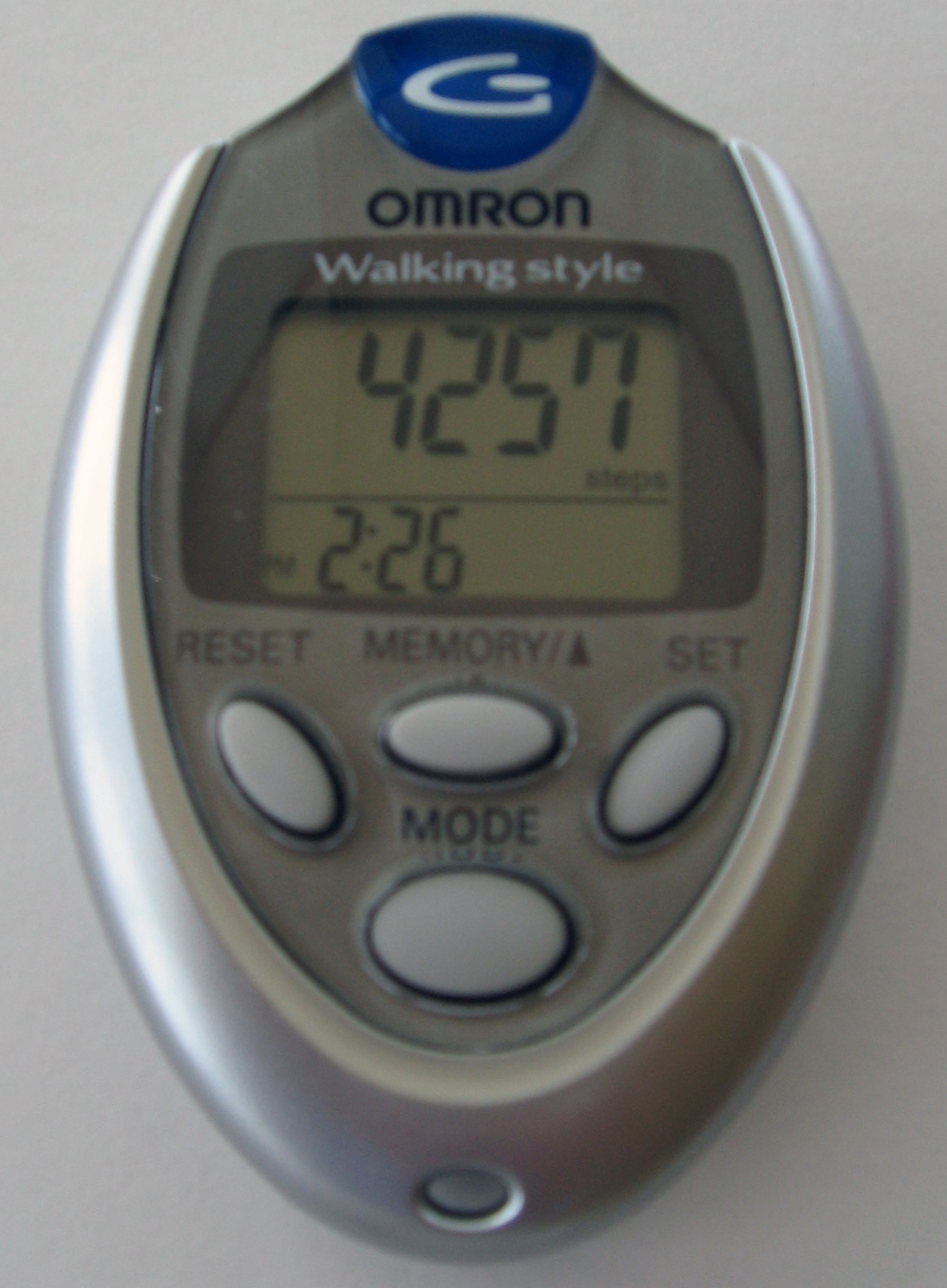
Elektronisk stegräknare.

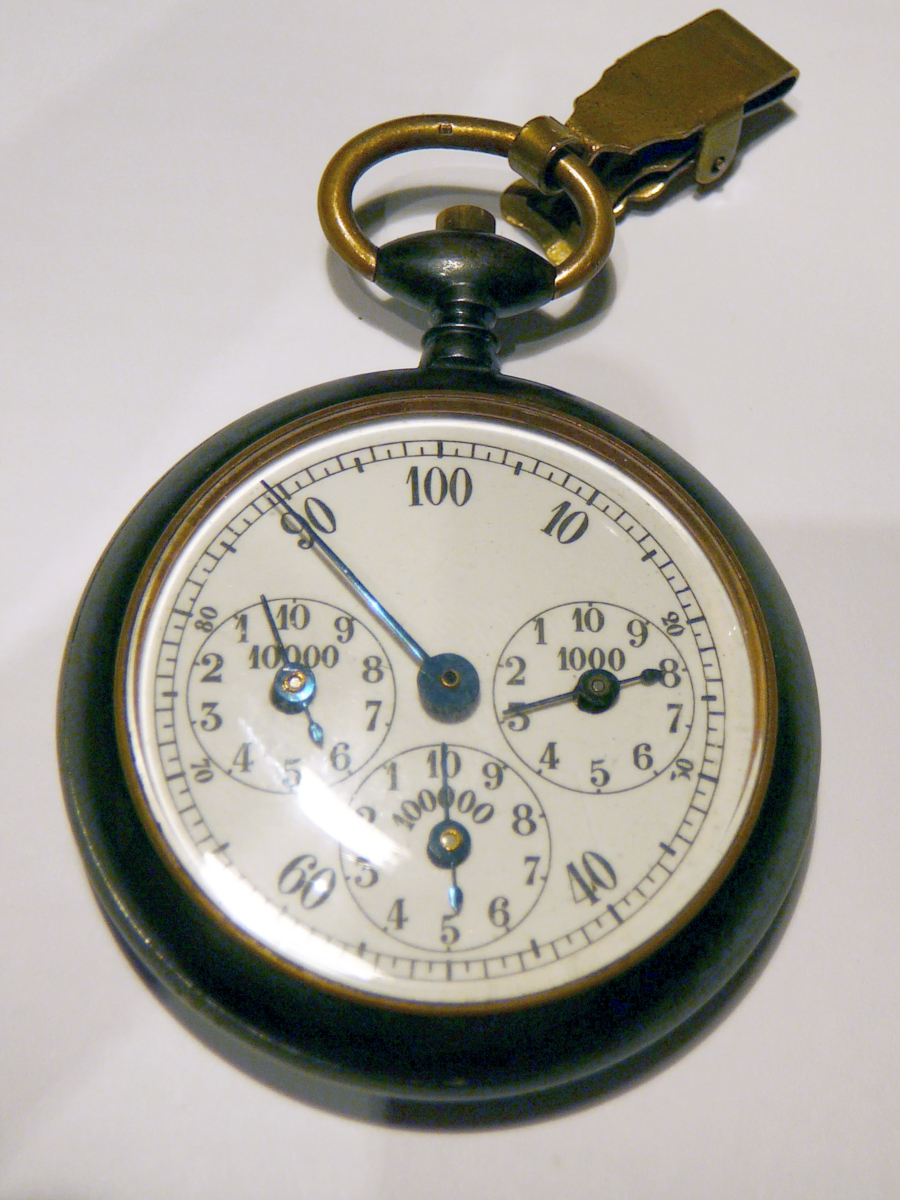
Äldre mekanisk stegräknare.

Stegräknare även kallad pedometer är ett mätinstrument som mäter hur många steg en person tar och som samtidigt beräknar den sträcka som tillryggalagts. Instrumentet är vanligtvis portabelt samt elektroniskt. 
Stegräknare användes tidigare mest av elitidrottsmän och motionsentusiaster, men i takt med att tekniken utvecklats och priserna gått ner, har instrumentet blivit populärt även bland den breda allmänheten. För att den portabla stegräknaren ska fungera korrekt krävs ofta att den är lodrätt fäst i midjehöjd, exempelvis i ett vanligt byxbälte. Stegmätarens kanske vanligaste funktion förutom stegräkning är distansmätare. Om den individuella steglängden är inmatad kan man se hur lång sträcka man gått. Många stegräknare beräknar med hjälp av längd- och viktdata även kaloriförbränning och har inbyggd klocka/timer och ibland även extrafunktioner såsom radio och överfallslarm. Stegräknarfunktionen har integrerats i andra typer av bärbar elektronik, som exempelvis musikspelare och mobiltelefoner.
Vuxna som strävar efter en hälsosam livsstil rekommenderas av Världshälsoorganisationen (WHO) att gå minst 10 000 steg per dag.

## Historia
Leonardo da Vinci var den första kända personen som såg en mekanisk stegräknare för militära ändamål. Men det var Abraham-Louis Perrelet 1780 som gjorde den första stegräknaren. Den gjordes på grundval av hans självlindande klockmekanism 10 år före stegräknaren. Klockan kunde fungera i 8 timmar med en 15 minuters promenad.

## Teknologi
Många stegräknare bygger på teknik som innehåller en liten kula. Vid användning sätts kulan i rörelse. En sensor registrerar varje kulrullning och resultatet presenteras som antal steg på stegräknarens display. I viss digital utrustning som mobiltelefoner har stegräknare utvecklats med hjälp av accelerometer-sensorer och senare även datorseende.

## Mätnoggrannhet
För att få fram längden på ett steg mäter man upp sträckan för tio steg och dividerar denna längd med tio. Vid osäkerhet på uppmätt steglängd kan denna kontrolleras mer noga. Enklast görs detta genom att gå en bestämd längre i förväg uppmätt sträcka, till exempel ett joggingspår. Därefter tar man sträckan och dividerar med antalet steg på pedometern. Ju längre sträcka desto större tillförlitlighet. Om stegräknaren är korrekt använd men ändå visar missvisande antal steg kan man behöva kalibrera noggrannheten på stegräknaren.